# Criciúma Esporte Clube
Il Criciúma Esporte Clube, noto anche semplicemente come Criciúma, è una società calcistica brasiliana con sede nella città di Criciúma, nello stato di Santa Catarina.

## Storia
Il Criciúma Esporte Clube è stato fondato il 13 maggio 1947 come Comerciário Esporte Clube; tuttavia il club andò in crisi finanziaria negli anni 60. Il club è stato rifondato nel 1976 da alcuni dei membri originali del Comerciário Esporte Clube. Nel 1978 il club ha cambiato nome in Criciúma Esporte Clube, e i suoi colori, il giallo, il nero, e il bianco, sono stati adottati nel 1984. Gli attuali colori del Criciúma Esporte Clube sono il motivo per cui il club è chiamato Tigre.
Il titolo più importante del club è stato la vittoria della Coppa del Brasile nel 1991, con allenatore Felipe Scolari, poi vincitore dei mondiali con il Brasile, facendo così qualificare il Criciúma per la Coppa Libertadores dell'anno successivo.
Negli anni successivi il club non ha avuto molto successo, e il club retrocesse nel Campeonato Brasileiro Série B. Nel 2005, il Criciúma, dopo una pessima campagna, è retrocesso nel Campeonato Brasileiro Série C. Nel 2006, il Criciúma ha vinto il Campeonato Brasileiro Série C, ed è stato promosso di nuovo in Série B.
Dopo un periodo di crisi, nel 2012 il club ha riacquistato le forze ed è tornato in Série A.

## Palmarès

### Competizioni nazionali
- Coppa del Brasile: 1

1991
- Campeonato Brasileiro Série B: 1

2002
- Campeonato Brasileiro Série C: 1

2006

### Competizioni statali
- Campionato Catarinense: 12

1968, 1986, 1989, 1990, 1991, 1993, 1995, 1998, 2005, 2013, 2023, 2024
- Campeonato Catarinense Série B: 1

2022
- Copa Santa Catarina: 1

1993
- Recopa Catarinense: 1

2024

### Altri piazzamenti
- Campeonato Brasileiro Série B:

Secondo posto: 2012
Terzo posto: 1992, 2023
- Campeonato Brasileiro Série C:

Terzo posto: 2010
- Coppa del Brasile:

Semifinalista: 1990